# Cryptonatica janthostoma
Cryptonatica janthostoma är en snäckart som först beskrevs av Gérard Paul Deshayes 1839.  Cryptonatica janthostoma ingår i släktet Cryptonatica och familjen borrsnäckor. Inga underarter finns listade i Catalogue of Life.